# Hyalonthophagus pulcher
Hyalonthophagus pulcher is een keversoort uit de familie bladsprietkevers (Scarabaeidae). De wetenschappelijke naam van de soort werd voor het eerst geldig gepubliceerd in 2019 door Deschodt en Davis.